# Grotte Crispine
La grotte Crispine est un site archéologique néolithique situé dans la chaîne de la Nerthe, dans le 16ème arrondissement de Marseille, en France. C'est une des rares grottes à sépulture intentionnelle connues dans la région marseillaise.

## Description
Selon son inventeur, Stanislas Clastrier, le nom de cette grotte pourrait dériver de Christ-Pinis, signifiant qu'elle aurait été sacrée « grotte du Christ dans les pins », en raison du service qu’elle aurait rendu en 1793 sous la Terreur (1793-94), des prêtres réfractaires (dont le Père Reymonet) ayant célébré des messes clandestines dans les grottes de la chaîne de l'Estaque, selon l'Abbé Ollivier (Monographie de Gignac).
Située au nord-est du cap Ragnon, sur les hauteurs du port de Corbières, elle est difficilement accessible, car elle est actuellement sur la propriété d'un ancien site industriel chimique en cours de décontamination, qui était un des sites industriels les plus importants du département des Bouches-du-Rhône (150 hectares), où les industries se sont succédé sans interruption depuis sa création en 1883 par l'entreprise Rio Tinto à la cessation de l'activité de Métal Europe en 2001.
L’entrée de cette grotte présente une forme ogivale. Longtemps utilisée comme bergerie, un mur percé d’une porte la ferme en partie, elle mesure 17,50 m de long et 10 m de large. Son altitude moyenne est d’environ 150 m. Elle surplombe presque l’entrée du tunnel qui perce la montagne à cet endroit et qui relie Marseille au Rhône.

## Découverte
Le 16 février 1910, Stanislas Clastrier, un pionnier de l’archéologie protohistorique marseillaise, y découvrit un gîte d’un grand intérêt, dont les restes (un foyer, des poteries néolithiques en terre noire, des petits grattoirs et de nombreux coprolithes de canidés) ont été légués à l'institut historique de Provence. Il y aurait rencontré une ancienne tranchée de fouille (d’origine inconnue, attribuée hypothétiquement à Marion ou E. Fournier), et découvert à gauche, dans une alcôve naturelle, des traces d’habitation moderne : « quelques briques, un gîte de pâtre, et au milieu une belle molette carrée et arrondie par le travail humain », et en travers du petit axe de la grotte quelques os, de gros coquillages et une corne de chèvre.
De retour, Clastrier aurait fait des démarches pour obtenir l’autorisation de passer à travers les usines pour poursuivre l’exploration, il y aurait alors découvert un fragment de poterie néolithique ou ligure, puis dans un boyau assez étroit, il aurait découvert de premiers silex mais aussi des débris d’os qui correspondraient à la faune locale, ainsi que des nourritures et restes de repas, une moitié d’écuelle taillée dans un morceau de bois, des dents de moutons, de la céramique similaire à celle des habitats préhistoriques des environs, des os brisés et brûlés, des coquillages marins, des patelles, des bois carbonisés charbons.
Le 5 juin, il découvre une autre salle ronde de 3 mètres sur 3, intacte, dans laquelle il trouve des couteaux, des grattoirs, des outils primitifs en silex qui auraient servi à l’époque néolithique, des percuteurs, des bois brûlés, des restes de repas, de la poterie, des os d'animaux et, enfin et surtout, des ossements humains qui auraient pu appartenir au moins à deux individus, un adulte et un enfant :

« La relique cherchée je l’ai trouvée sous mes doigts. O, combien délicatement je déterre une tête couchée sur le côté droit, le masque est régulier, le type normal, le maxillaire manque ; quatre fortes dents sont restées usées et arrondies sur les bords ; le sujet a vécu de nombreuses années. Mais quelle surprise ! Une fois la tête sortie, tout le dessous est brûlé, puis tout autour de cette tête, à moitié cuits mêlés à la terre noire, des os de grandes et moyennes vertèbres, brûlés et brisés mais aussi des vases sans pieds en miette, des amulettes, des objets ayant appartenu au mort et jetés là dans une cérémonie funéraire qui nous est inconnue. »

## Analyse
Clastrier aurait découvert peu après dans cette même alcôve sépulcrale des dents ainsi qu’une vertèbre d’équidé et une partie de mâchoire de cervidé accompagnés d’un racloir en silex de forme et de facture lui évoquant le Paléolithique. Daumas précise que, jusqu'en 1934, dans le territoire de Marseille, aucun objet rapporté au Paléolithique, ne résistait à une critique sérieuse et objective, et que les rayures de l'omoplate ne semblent pas intentionnelles comme l'avait cru Clastrier. Le racloir en silex, en revanche, a la forme épaisse et trapue propre au Paléolithique et sa surface raclante semble retouchée selon une technique magdalénienne.
Pour Daumas, il s'agirait d’une sépulture secondaire de la fin du néolithique : elle peut être considérée comme simple puisque les cadavres ont été inhumés en pleine terre, mais selon un rite complexe dans la mesure où les cadavres avaient été incinérés au préalable, ce qui peut expliquer que seule une petite partie des ossements a été retrouvée. Face à la mer, avec une voûte imposante, cette grotte possède plusieurs caractéristiques propres aux autres sites sépulcraux de la région au néolithique (Grotte des Héritages, Baux des Morts sur l'île de Jaire, grotte des Infernets près d’Auriol, grotte Loubière).
Plusieurs couches attestent de ses différentes fonctions au Néolithique. Les niveaux les plus riches sont récents et datent du Néolithique final ou de l'âge du bronze.
Malheureusement, de nos jours, cette grotte se trouve sur le site de dépollution des usines, après avoir servi pendant longtemps de déchetterie.